# Mignon du Preez
Mignon du Preez (* 13. Juni 1989 in Pretoria, Südafrika) ist eine südafrikanische Cricketspielerin die seit 2007 für die südafrikanische Nationalmannschaft spielt und zwischen 2011 und 2016 ihre Kapitänin war.

## Kindheit und Ausbildung
Mit Cricket in Kontakt kam sie erstmals mit vier Jahren durch ihren Vater und ihren Bruder. Sie besuchte die Doringkloof Primary School und spielte dort im Jungenteam, bevor sie an der Zwartkop Highschool ein Mädchenteam fand. Als 12-Jährige stach sie heraus, als sie in einem 40-Over-Spiel ein Double-Century über 258 Runs erreichte. nach der Schule absolvioerte sie ein Studium im Marketing.

## Aktive Karriere

### Anfänge in der Nationalmannschaft
Ihr Debüt in der Nationalmannschaft hatte sie als Ersatz für die verletzte Kapitänin Shandre Fritz bei der Tour gegen Pakistan im Januar 2007. Im fünften WODI der Serie erreichte sie mit 55* Runs ihr erstes internationales Half-Century. Ein Fifty erreichte sie auch bei der Tour in den Niederlanden im Sommer 2007, als ihr 81* Runs im dritten WODI gelangen. Ihr erstes WTwenty20 bestritt sie im August 2007 gegen Neuseeland. Ihre erste Weltmeisterschaft bestritt sie im März 2009 beim Women’s Cricket World Cup 2009, bei dem sie gegen Australien  37 Runs erzielte. Beim ICC Women’s World Twenty20 2009 im Juni war ihre beste Leistung 38 Runs gegen die West Indies. Bei der Tour gegen die West Indies im Oktober 2009 erzielte sie zwei Fifties in der WODI-Serie (68* und 70* Runs) und wurde beides mal als Spielerin des Spiels ausgezeichnet. Im Mai 2010 konnte sie beim ICC Women’s World Twenty20 2018 mit 53* Runs gegen Australien ein Half-Century erreichen.

### Kapitänin der Nationalmannschaft
Bei einem Sechs-Nationen-Turnier in Südafrika erreichte sie gegen Irland ein Half-Century über 66* Runs und wurde als Spielerin des Spiels ausgezeichnet. Dies gelang ihr auch beim Women’s Cricket World Cup Qualifier 2011 gegen die Niederlande, als sie 65 Runs erzielte. Daraufhin übernahm sie von Cri-zelda Brits die Rolle der Kapitänin. Als solche führte sie das Team zum ICC Women’s World Twenty20 2012, bei dem sie jedoch nicht überzeugen konnte. Beim Women’s Cricket World Cup 2013 erreichte sie mit dem Team die Super-Six-Runde und ihre beste Leistung waren 37 Runs gegen Sri Lanka.
Bei der Tour gegen Bangladesch im September 2013 erreichte sie mit 100* Runs aus 105 Bällen im zweiten WODI ihr erstes Century. Im dritten WTwenty20 der Tour erreichte sie mit 52 Runs ein Half-Century und wurde für beide Spiele als Spielerin des Spiels ausgezeichnet. Kurz darauf erreichte sie gegen Sri Lanka ein Fifty über 79* Runs. Beim ICC Women’s World Twenty20 2014 im März konnte sie in der Vorrunde gegen Neuseeland ein Fifty über 51* Runs erreichen und wurde bei dem Sieg als Spielerin des Spiels ausgezeichnet. Dies führte dazu, dass Südafrika erstmals das Halbfinale einer WTwenty20-Weltmeisterschaft erreichte. Dort unterlagen sie jedoch deutlich gegen England. Im September 2014 in Irland erreichte sie ein Half-Century über 69 Runs. Ihren einzigen WTest bestritt sie im November 2014 in Indien und konnte dabei ein Century über 102 Runs aus 253 Bällen erreichen. Im März 2016 führte sie das Team zum ICC Women’s World Twenty20 2016, schied dort jedoch mit diesem in der Vorrunde aus. Daraufhin trat sie von der Rolle als Kapitänin zurück, um sich auf ihr Spiel wieder besser konzentrieren zu können.

### Verbleib als Führungsspielerin im Nationalteam
Befreit von der Verantwortung konnte sie bei der folgenden Tour in Irland ein Century über 116* Rusn aus 99 Bällen in der WODI-Serie und ein Half-Century über 55 Runs in den WTwenty20s erzielen. In der Saison 2016/17 gelang ihr jeweils zwei Half-Century gegen Neuseeland (80 und 62 Runs) und in Bangladesch (62* und 79 Runs). Beim Women’s Cricket World Cup 2017 war ihre beste Leistung ein Half-Century über 76* Runs im Halbfinale gegen England, was jedoch nicht zum Finaleinzug ausreichte. Im November 2018 erzielte sie bei der Tour gegen Indien ein Fifty über 80* Runs und wurde dabei als Spielerin des Spiels ausgezeichnet. Beim ICC Women’s World Twenty20 2018 konnte sie nicht herausragen.
Im Februar 2019 erreichte sie gegen Sri Lanka ein Half-Century (61* Runs). Im September 2019 gelang ihr ein weiteres in einem WTwenty20 in Indien. Beim im Februar 2020 ausgetragenen ICC Women’s T20 World Cup 2020 konnte sie abermals nicht herausstechen. Im März 2021 gelangen ihr zwei Half-Centuries bei der Tour in Indien (61 und 57 Runs) und ein weiteres im September 2021 in den West Indies. Beim Women’s Cricket World Cup 2022 konnte sie im letzten Vorrundenspiel gegen Indien ein Half-Century über 52* Runs erreichen und wurde als Spielerin des Spiels ausgezeichnet. Jedoch scheiterte auch hier das Team im Halbfinale.

### Karriereende
Nach der Weltmeisterschaft erklärte sie ihren Rücktritt vom WTest- und WODI-Cricket, verblieb jedoch im WTwenty20-Kader. Bei den Commonwealth Games 2022 war ihre beste Leistung 36 Runs gegen Neuseeland.

## Privates
Im Jahr 2015 hat sie ihren Lebensgefährten geheiratet.